# Barrio de San Antonio (Puebla)

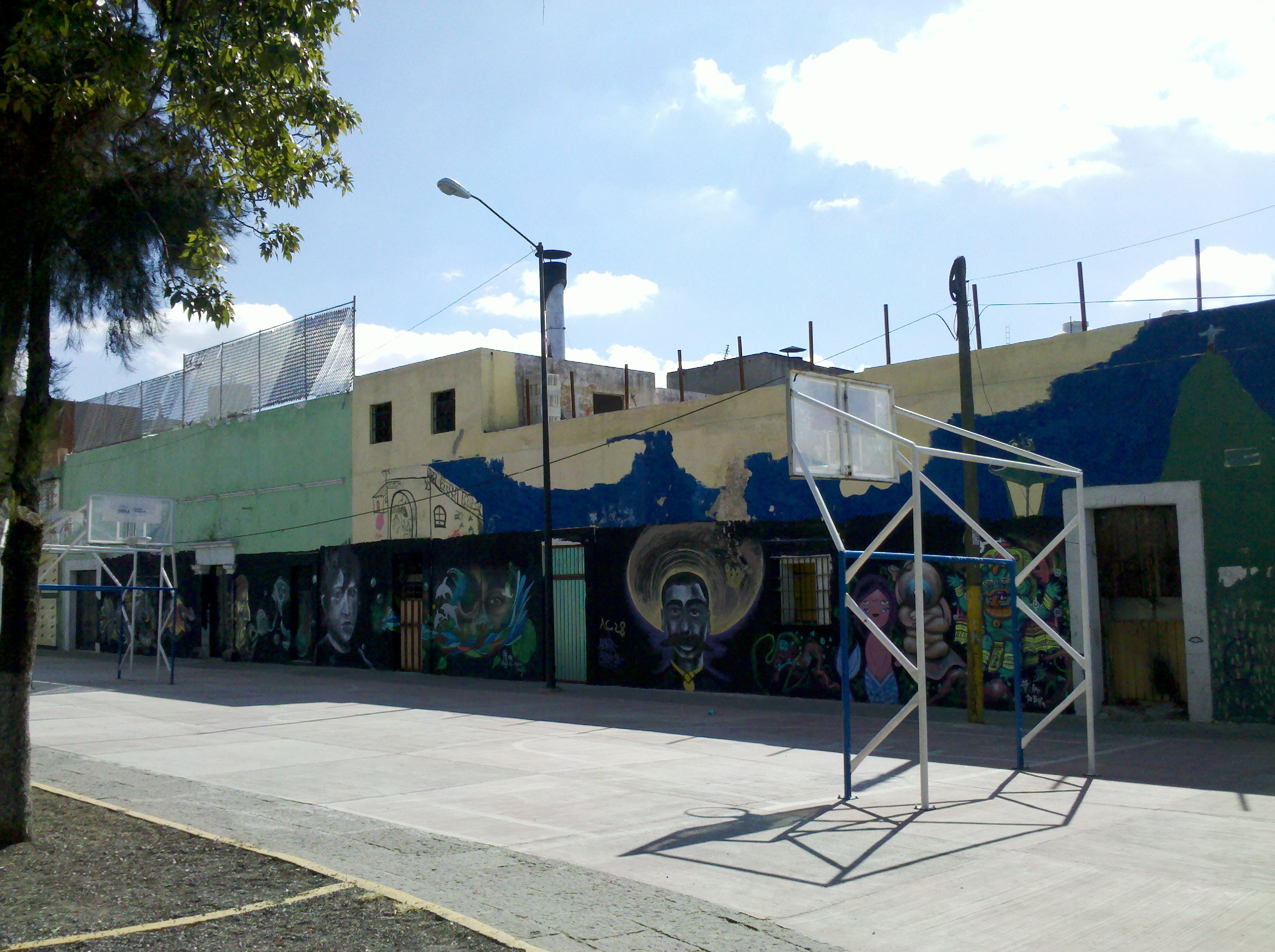
Una vista del barrio de San Antonio.

El Barrio de San Antonio es uno de los barrios fundacionales de la ciudad de Puebla, en México, ubicado entre 3 Norte y Avenida 5 de mayo, y 18 Poniente y Boulevard 5 de Mayo. Recibe su nombre en honor al templo de San Antonio que se localiza dentro del mismo. Fungió como asentamiento para indígenas  desde 1555. En el siglo XIX fue delimitado como la primera zona roja de la ciudad  y durante el XX gozó de fama de “peligroso”. Actualmente es sujeto a transformaciones por parte de su comunidad vecinal en apoyo con grupos particulares como colectivos y docentes de universidades públicas y privadas.

## Historia
Nace en la época virreinal y a partir del año 1555 el cabildo designa a todos los barrios de la ciudad El Alto, La Luz, Xanenetla y San Antonio, como asentamientos para los indígenas,  los cuales por su condición no eran aceptados dentro de la traza principal de la ciudad de Puebla. 
Para el siglo XIX, en lo que es considerado un esfuerzo moralista del gobierno poblano, la prostitución es regularizada y concentrada en esta parte de la ciudad volviéndola en la primera “zona roja” establecida en Puebla, la cual estaría en función por un siglo, hasta el año 1957 con la aplicación del Plan General de Mejoramiento Urbano que desregularizó la prostitución y también realizó el entubamiento del río San Francisco que posteriormente daría paso al Boulevard 5 de Mayo. 
Es a partir de estas fechas, ya en el siglo XX, que el barrio al perder su función queda en gran abandono y es poblado por grupos marginados socialmente, de gran pobreza que generaron grupos socialmente desadaptados como lo son pandillas, la más famosa de ellas, llamada “Los Pitufos” – que aunque nació en el barrio contiguo El Refugio asentó fama de pertenecer a San Antonio.

## Actualidad
De acuerdo al censo poblacional del año 2010 realizado por el INEGI, los habitantes de esta colonia superan un número de mil personas. El barrio, al igual que otros de la ciudad sufre del abandono, propio del centro histórico, pero sobre todo de gran deterioro. 
Es gracias a la iniciativa de asociaciones civiles como Banda Urbana AC, diversos colectivos locales,  universidades públicas y particulares, a través de actores sociales claves y la misma población, que se han tomado medidas para aumentar la calidad de vida de los mismos, a través de la instalación de un centro cultural, biblioteca, programas de capacitación, talleres artísticos – culturales.

## Sitios de referencia

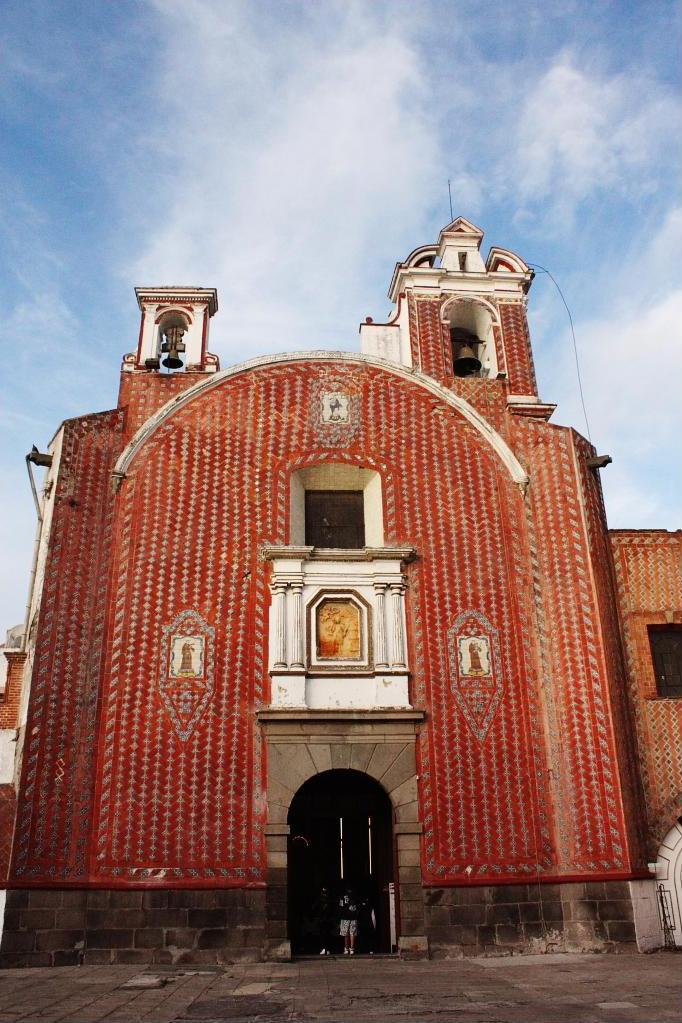
Iglesia de San Antonio.

- Casa Hogar Rafael Hernández Villar

Institución dedicada a atender a menores de edad en situación de desintegración social o que no cumplen los requerimientos para ser adoptados. Es dirigida por religiosas del Sagrado Corazón de Jesús
- Colegio Salesiano Trinidad Sánchez Santos

Institución Educativa Privada
- Edificio Rojo

Símbolo del lenguaje arquitectónico art déco propiedad del Empresario de origen libanés Emilio Nacif, fue un edificio de lujo que incluso tenía agua caliente, actualmente utilizado como departamentos.
- Iglesia de San Antonio

Ubicada en 24 Ponente 110 B. Su fiesta patronal se realiza el día 13 de junio. Comúnmente mujeres en estado de soltería con petición de encontrar pareja, acuden este día al templo para atar un listón rojo a los pies de la figura del santo y encender una veladora.
- Museo de Santa Mónica

Museo de Arte Religioso y Ex Convento de Santa Mónica, es considerado el vestigio más completo de arquitectura conventual femenil en Puebla. Se encuentra junto al templo de Santa Mónica o Señor de las Maravillas. Cuenta con obra de Juan Correa, Pascual Pérez y otras atribuidas a Juan Tinoco y Joseph Magón, entre otros. Se ubica en 18 Poniente 103, Centro.

## Curiosidades
- Durante la época de burdel que vivió el Barrio de San Antonio, el músico y compositor Agustín Lara fue herido en el rostro con una botella rota dentro de uno de los bares del área a manos de una prostituta. El bolerista, se había trasladado a la ciudad de Puebla antes de alcanzar fama, con motivo de la guerra cristera[10][2]
- En la década de 1940 predominaba el danzón, el cha cha chá, el mambo; los ferrocarrileros asistían en horas de trabajo a los cabarets ubicados en la zona, tales como el bar Waikiki y las damas que trabajaban en dichos lugares cobraban un peso extra por bailar con los ferrocarrileros, porque les ensuciaban la ropa y la tenían que mandar lavar y a la tintorería.[11]
- Como parte de los trabajos para mejorar la calidad de vida de los habitantes, asociaciones y colectivos han participado para llevar al barrio gente como al escritor Paco Taibo II[12]   y al restaurador, promotor del patrimonio y gestor social brasileño Pablo Aníbal Romero Cardozo.
- Agustín Lara trabajó por muchos años en el bar "El farol rojo", y en donde el general "Maximino"  llegaba por él para llevarle serenata a su mujer[13]
- Desde la década de 1940 hasta la actualidad se sigue llamando la "zonita", a las calles que comprenden de la 6 a la 8 poniente y de la 3 a la 11 norte. en esta zona existen hoteles utilizados como hoteles de paso[14]